# Жерве, Пётр Карлович
Пётр Ка́рлович Жерве́ (29 февраля (12 марта) 1832 — 12 (24) апреля 1890) — попечитель Дерптского (1871—1875) и Харьковского (1875—1879) учебных округов, Сувалкский губернатор (1867—1869). Сенатор. Тайный советник.

## Биография
Родился 29 февраля (12 марта) 1832 года; происходил из дворянского рода Жерве, сын Карла Леонтьевича Жерве (23.03.1787—18.02.1852). .
В 1853 году окончил Императорское училище правоведения и был определён на службу в 1-й департамент Сената. Затем был председателем палаты уголовного суда, участвовал в реформе крестьянских хозяйств Царства Польского. В 1867—1869 годах — Сувалкский губернатор; с 10 июня 1867 года — действительный статский советник.
С 17 ноября 1869 по 31 мая 1875 года был попечителем Дерптского учебного округа, а с 31 мая 1875 года по 1879 год — попечителем Харьковского учебного округа; с 21 декабря 1874 года.

…доходящие до меня отзывы единогласно свидетельствуют, что г. Жерве ни в среде ученого персонала университета, ни между воспитующимся в ней юношеством не пользуется тем высоким уважением, какое должно быть присуще попечителю округа. Не имея влияния в среде профессоров, он не сумел приобрести его и между студентами. В результате является недоверие к нему со стороны тех и других. Не пользуясь, таким образом, авторитетом, он лишен возможности благотворно воздействовать как на учащих, так и на учащихся, а это, в свою очередь, влечет за собою отсутствие нравственной связи между профессорами и студентами.— Временный Харьковский Генерал-Губернатор Генерал-адъютант Граф Михаил Тариелович Лорис-Меликов — к Господину Министру Народного Просвещения Его Сиятельству Графу Д. А. Толстому от 5 мая 1879 года за № 20.
Был назначен 8 декабря 1879 года сенатором; с 20 июля 1879 года — член Совета министра народного просвещения.
Умер 12 (24) апреля 1890 года. Похоронен на Волковском православном кладбище; вскоре рядом был похоронен его брат генерал-майор Всеволод Карлович Жерве (01.01.1839—11.12.1890).

## Награды
Был награждён российскими и иностранными орденами:
российские:
- орден Св. Станислава 2-й ст. с императорской короной (1861)
- орден Св. Владимира 3-й ст. (1866)
- орден Св. Станислава 1-й ст. (1869)
- орден Св. Анны 1-й ст. (1872)

иностранные:
- прусский орден Красного орла 2-й ст. (1869)

## Семья
Женился 8 февраля 1859 года на Агриппине Николаевне Голубовой, дочери действительного статского советника.